# ليلة سعيدة
ليلة سعيدة (بالإنجليزية: The Good Night)‏ هو فيلم كوميدي تم إنتاجه في المملكة المتحدة والولايات المتحدة سنة 2007.

## بطولة
- مارتن فريمان
- بينيلوب كروز
- جوينيث بالترو
- سايمون بيج
- داني ديفيتو

## وصلات خارجية
- ليلة سعيدة على موقع IMDb (الإنجليزية)
- ليلة سعيدة على موقع ميتاكريتيك (الإنجليزية)
- ليلة سعيدة على موقع روتن توميتوز (الإنجليزية)
- ليلة سعيدة على موقع نتفليكس (الإنجليزية)
- ليلة سعيدة على موقع قاعدة بيانات الأفلام العربية
- ليلة سعيدة على موقع ألو سيني (الفرنسية)
- ليلة سعيدة على موقع Turner Classic Movies (الإنجليزية)
- ليلة سعيدة على موقع أول موفي (الإنجليزية)
- ليلة سعيدة على موقع بوكس أوفيس موجو (الإنجليزية)
- ليلة سعيدة على موقع فيلمافينيتي (الإسبانية)

1. ↑  "معلومات عن ليلة سعيدة على موقع the-numbers.com". the-numbers.com. مؤرشف من الأصل في 2017-07-23.
2. ↑  "معلومات عن ليلة سعيدة على موقع allmovie.com". allmovie.com. مؤرشف من الأصل في 2019-05-14.
3. ↑  "معلومات عن ليلة سعيدة على موقع allocine.fr". allocine.fr. مؤرشف من الأصل في 2018-11-26.